# Feeny Manufacturing Company
Feeny Manufacturing Company war ein US-amerikanisches Unternehmen im Bereich Maschinenbau.

## Unternehmensgeschichte
Edmund J. Feeny entwarf 1910 einen neuartigen Staubsauger. Daraufhin gründete er das Unternehmen in Muncie in Indiana. Den Staubsauger ließ er patentieren. Die Geschäfte liefen gut. Außerdem war das Unternehmen als Zulieferer für die Automobilindustrie tätig. 1914 entstanden einige Automobile. Der Markenname lautete Feeny.
Nach Feenys Tod am 4. April 1922 leitete sein Neffe Emmet J. Feeny Jr. das Unternehmen.
Es ist nicht bekannt, wann das Unternehmen aufgelöst wurde.

## Fahrzeuge
Das einzige Modell wird als Cyclecar beschrieben. Allerdings ist unklar, ob es die strengen Kriterien hinsichtlich Hubraum und Leergewicht erfüllte.